# Friedensplatz Jonava

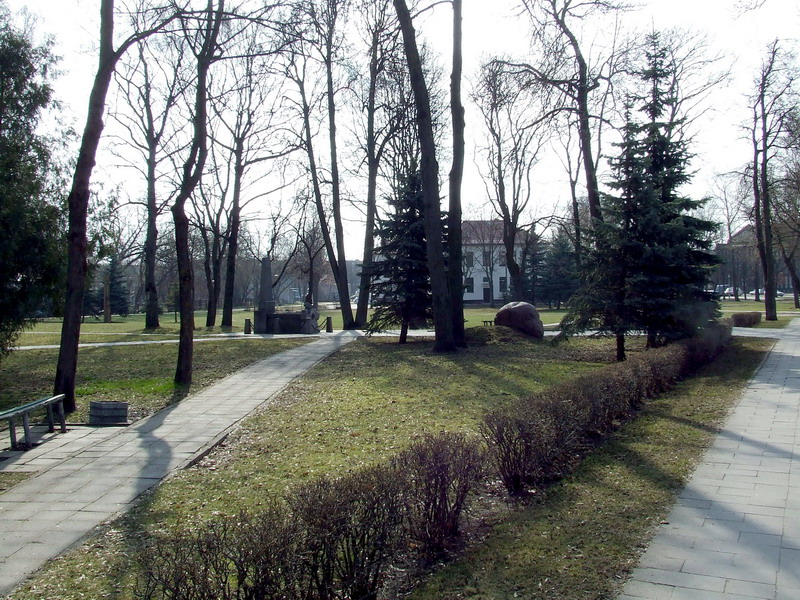
Friedensplatz

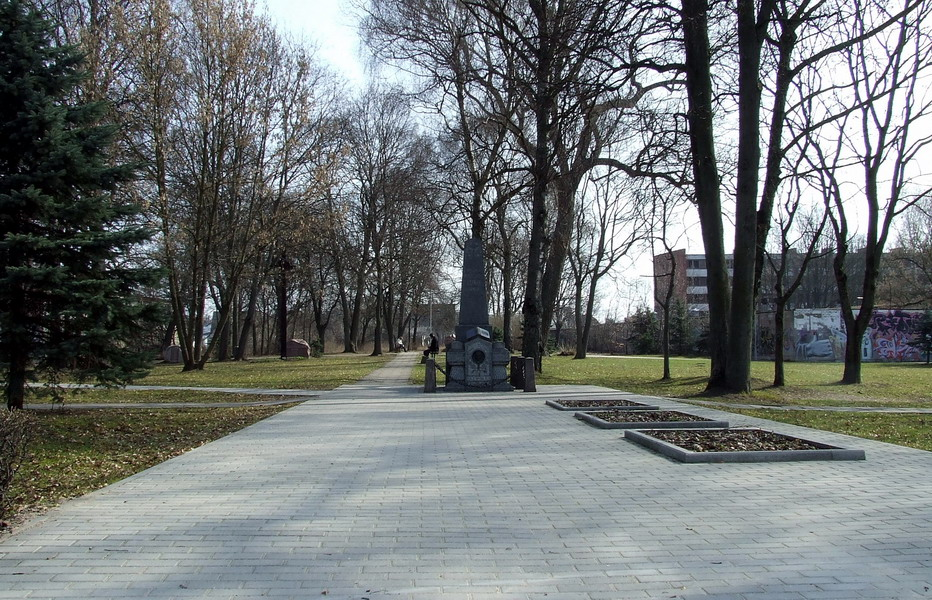
Ralys-Denkmal

Der Friedensplatz Jonava (lit. Ramybės skveras) ist ein Platz im Zentrum der Stadt Jonava in Litauen an der Žeimiai-Straße, am Alten Friedhof Jonava gegenüber dem Santarvės-Platz, unweit der Kunstschule Jonava. 

## Geschichte
1990 wurde der Memorialstein (Atminimo akmuo) an die gestorbenen Kämpfer für die Freiheit des litauischens Staats angelegt.
Der Platz wurde an Stelle des in der sowjetischen Zeit geschlossenen alten Friedhofs eingerichtet. Hier befindet sich ein Obelisk als Grabmal des Übersetzers und Arztes Jeronimas Ralys (1876–1921).